# De sårede
De sårede er en dansk dokumentarfilm fra 2010, der er instrueret af Louise Kjeldsen og Louise Jappe.

## Handling
Mark Peters på 27 år og Martin Aaholm på 23 år har begge fået deres ben sprængt af under deres udsendelse som soldater i Afghanistan. For dem begge har militæret været målet og meningen med livet, men da de vender hjem fra krigen, er de ikke længere de uovervindelige, patriotiske soldater, som da de drog af sted. Nu skal de genfinde selvrespekten og redefinere deres liv i et samfund, der ikke anerkender deres projekt. Filmen følger de to igennem deres fysiske og psykiske udfordringer i deres nye hverdag, hvor manglen på action og det tidligere tætte soldaterkammeratskab er tydelig. Mark kæmper en opslidende kamp med fantomsmerter på Rigshospitalets Fysioterapi, mens han drømmer om et liv med kæreste og hus. Martin drømmer trods sit svære handicap om at vende tilbage til Afghanistan, som er det eneste sted, han føler, han gør en forskel. Men han er alene om at tro på sit projekt, og i stedet bliver han sat til meningsløst arbejde hjemme på kasernen.